# توئنتی ناین پالمز (کالیفرنیا)
توئنتی ناین پالمز (به انگلیسی: Twentynine Palms) شهری در شهرستان سن برناردینو، کالیفرنیا ایالت کالیفرنیا است که در سرشماری سال ۲۰۱۰ میلادی، ۲۵۰۴۸ نفر جمعیت داشته است.